# Toy Story 2: Buzz Lightyear to the Rescue!
Toy Story 2: Buzz Lightyear to the Rescue! (Toy Story 2: Buzz Lightyear al Rescate) es un videojuego de plataformas basado en la película infantil de Disney Toy Story 2 y es la secuela del primer juego de Toy Story. El juego fue lanzado para las consolas PlayStation, Nintendo 64 y PC en 1999, y para Dreamcast en el 2000. Una versión diferente del juego titulada simplemente como Toy Story 2 fue anunciada para la Game Boy Color en 1999. 
El videojuego fue relanzado como un juego descargable para PlayStation 3 y PlayStation Portable en 2011, seguido de un relanzamiento descargable de PlayStation Vita en 2012. Una secuela del juego fue anunciada once años después, basada en la tercera película de la franquicia, Toy Story 3.

## Jugabilidad

### Versión de consola doméstica y ordenador
La versión para consola doméstica y PC pone al jugador en control de Buzz Lightyear mientras atraviesa quince niveles (que constan de diez niveles principales y cinco niveles de jefes) basados e inspirados en lugares de la película para rescatar a Woody. Buzz puede atacar a los enemigos con su muñeca láser, que se puede cargar para obtener potencia adicional, y también se puede apuntar a través de un punto de vista en primera persona. Buzz también tiene un ataque de giro, que se puede cargar en un giro continuo. Buzz también puede extender sus alas para realizar un doble salto y puede realizar un pisotón para activar los interruptores. El jugador puede obtener un encendido láser que le da a Buzz un suministro limitado de disparos láser activados, así como vidas adicionales y baterías para reponer la salud.
El objetivo principal del juego es recolectar las monedas del Pizza Planet, que se encuentran a lo largo del juego. Cada nivel tiene 5 monedas del Pizza Planet, que se recolectan al completar diferentes objetivos, como luchar contra un mini-jefe, resolver un rompecabezas, completar un desafío cronometrado o ganar una carrera contra otro personaje, o ayudar a un personaje a encontrar cinco de cierto objeto que está oculto a lo largo de un nivel. Cada nivel también tiene una cantidad de monedas colocadas a lo largo del mismo, 50 de las cuales se pueden recolectar y entregar a Hamm por una ficha. Ciertos objetivos requieren el uso de un potenciador especial que primero se debe desbloquear en un cierto nivel recuperando una de las partes del cuerpo faltantes del Sr. Potato. Los potenciadores incluyen una barrera que protege a Buzz de daños, botas de cohete que lo lanzan a altas velocidades, un lanzador de discos que apunta a los enemigos, un gancho de agarre para trepar por las repisas altas, y botas flotantes para subir a lugares altos. Si bien solo se necesita una moneda del Pizza Planet para completar un nivel, algunos niveles requieren una cierta cantidad de monedas para poder desbloquearse. Con la excepción de la versión de Nintendo 64, avanzar a través de cada nivel desbloquea clips de FMV de escenas tomadas de la película. En cambio, la versión de Nintendo 64 presenta capturas de pantalla de la película acompañadas de texto, que se muestran entre niveles. Esto se debe a las limitaciones de almacenamiento del cartucho de Nintendo 64.

#### Niveles
El juego tiene un total de quince niveles. Los niveles son agrupados dentro de cinco zonas (3 niveles por zona). Sólo el primer nivel es disponible al principio, pero el jugador puede desbloquear más niveles por coleccionar las monedas de Pizza Planet. En dicho nivel, se encuentran cinco monedas de Pizza Planet que el jugador tiene que coleccionar. El jugador tiene que coleccionar como mínimo una moneda para desbloquear el subsiguiente nivel. 
En el primer nivel de todas las zonas, al Mr. Potato Head le desaparece una parte de su cuerpo que el jugador tiene que recuperar para poder desbloquear un poder específico. Los poderes son del Blindaje Cósmico (Nivel 1), Lanzadiscos (Nivel 4), Botas de Propulsión (Nivel 7), Arpeo (Nivel 10) y Botas Antigravedad (Nivel 13). Algunas monedas del Pizza Planet sólo pueden coleccionarse con el uso de un poder, mientras que las otras son simplemente más fáciles para coleccionar con el uso de un poder. Regresando a los niveles anteriores se requieren obtener las monedas de Pizza Planet que no pueden recuperarse fácilmente sin un poder cierto. 
Las tareas que Buzz necesita para realizar al conseguir una moneda de Pizza Planet son: Descubrir los cinco objetos perdidos (i.e. ovejas de Bo-peeps); coleccionar las 50 monedas de Hamm; competir en una carrera (i.e. contra RC); hacer una tarea cierta para un punto cierto (mover cajas en el estante en un sótano; rebundir en un pato borracho en un estanque; mezclar colores juntos; etc.) y finalmente derrotar un jefe. Muchas de las tareas más duras obtienen los progresos del juego.
En el último nivel de todas las zonas, el jugador tiene que pelear con el jefe para proceder con el siguiente nivel. Un número cierto de monedas son requeridas en orden para acceder a las "peleas de jefes". Cuando el jugador completa una pelea de jefe, un bonus de la película es desbloqueada, donde se puede ver en un tiempo. En el último nivel del jefe, el jugador tiene cara a cara tres-minijuegos de todos los niveles anteriores en anterioridad: el Gambusino (Infiltración del aeropuerto), el As del Gachete (El Ático de Al) y el Herrero (Asalto del trabajo).

#### Lista de niveles
En el juego hay 15 niveles disponibles:
- Nivel 1: Andy's House (Casa de Andy)
- Nivel 2: Andy's Neighborhood (Barrio de Andy)
- Nivel 3: Bombs Away! (Bombardeo)
- Nivel 4: Construction Yard (Obra)
- Nivel 5: Alleys and Gullies (Callejuelas y Badenes)
- Nivel 6: Slime Time (¡A Patinar!)
- Nivel 7: Al's Toy Barn (Almacenes de Juguetes de Al)
- Nivel 8: Al's Space Land (Sección del Espacio de Al)
- Nivel 9: Toy Barn Encounter (Duelo en la Juguetería)
- Nivel 10: Elevator Hop (Salto en el Ascensor)
- Nivel 11: Al's Penthouse (El penthause de Al)
- Nivel 12: Emperor Zurg (El Malvado Emperador Zurg)
- Nivel 13: Airport Infiltration (Infiltración en el Aeropuerto)
- Nivel 14: Tarmac Trouble (Complicaciones en el Asfalto)
- Nivel 15:  Prospector Showdown (Enfrentamiento Definitivo)

#### Jefes/Mini-Jefes
Algunos jefes tiene su propio nivel mientras que otros no tienen su propio nivel, a estos "mini-jefes" se los tiene que buscar en cierta parte del nivel.
- Tin Robot: Robot de cuerda que aparece en el primer nivel, en el ático. Para vencerlo únicamente hay que esquivarlo hasta que se detenga para darse cuerda, entonces es momento de atacar. Se lo considera el mini jefe más fácil.
- Zurg Kite: Un cometa con diseño del emperador Zurg, aparece en el segundo nivel en lo más alto del árbol. Se necesita tener cuidado ya que el lugar donde se sitúa la batalla no tiene mucho espacio, debido a que el combate se sitúa en las ramas del árbol y si el jugador cae del árbol deberá volver a subir para reanudar la batalla.
- Electronic Plane: Avión electrónico jefe del nivel: "Bombs Away!" (Bombardeo). La manera para acabar con él es dispararle cuando vuele bajo y esquivar cuando trate de embestir. También es considerado un mini jefe fácil.
- Jackhammer: Martillo eléctrico que aparece en el cuarto nivel situado en lo alto de la construcción. Para acabar con él se necesita desbloquear un poder que otorga el Sr. Cara de papa al devolverle el ojo que se le perdió, el poder son misiles dirigidos, que es lo único que le causa daño ya que el láser no le provoca ninguno y el mini jefe es repetitivo.
- Clown Top: Trompo con cabeza de payaso que aparece en el quinto nivel, situado en lo alto de un edificio. Es el jefe con el paradero más difícil de llegar. Para acceder a él, hay que desbloquear un poder que otorga el Sr. cara de papa en el Nivel 10.
- Slime Monster: Bote de basura que contiene un ser gelatinoso de color verde, es el jefe del sexto nivel: "Slime Time" (¡A Patinar!). Cuanto más le dispares, más grande es.
- Toy Dinosaur: Un dinosaurio de juguete que aparece en el séptimo nivel. Este mini-jefe que escupe fuego es el más fácil de todos, pero hay que tener cuidado porque el lugar donde se encuentra ubicado está rodeado de ácido.
- Buzz Lightyear Buggy: Un "Buzz" que aparece en Toy story 2 de mejor edición aparece en el octavo nivel, este jefe es un poco difícil ya que conduce un carro espacial que dispara cohetes. Este personaje aparece en la película, en donde tiene un rol mayor, pero en el juego solo tiene como rol de "mini-jefe".
- Space Encounter Robot: Jefe del noveno nivel: "Toy Barn Encounter" (Duelo en la Juguetería). Un secuaz de Zurg muy grande con tentáculos que contienen cápsulas que albergan cierto tipo de enemigos, la única forma de derrotarlo es destruir a los enemigos que salen de las cápsulas para luego dar con él.
- Spider Gunro: Araña de juguete que dispara con un cañón, aparece en el décimo nivel en lo más alto de los elevadores.
- Gunslinger: Pistolero de juguete del viejo oeste, uno de los jefes finales del juego que aparece en el undécimo nivel del juego.
- Emperor Zurg: El archienemigo de Buzz Lightyear, que también aparece en el filme, es el jefe del nivel: "Emperor Zurg" (El Malvado Emperador Zurg). Jefe difícil, es inmune al láser siendo el ataque araña lo único que le produce daño.
- Stinky Pete: El viejo capataz, más conocido como "Oloroso Pete" es el villano del filme y uno de los jefes finales del juego, aparece en el décimo tercer nivel.
- Blacksmith: Herrero de juguete que aparece en el décimo cuarto nivel, es uno de los jefes finales del juego como curiosidad hay muchos finales en el juego
- Gunslinger, Stinky Pete, Blacksmith: Este combo de tres mini-jefes son los jefes finales del juego, utilizan los mismos ataques siendo difícil la batalla ya que son tres al mismo tiempo contra Buzz.

### Versión de Game Boy Color
La versión de Game Boy Color es un juego de plataformas de desplazamiento lateral que no está relacionado con las otras versiones. El jugador controla a Buzz, que puede saltar, correr y disparar su láser a los enemigos. Cuenta con 11 niveles, incluidos dos niveles de bonificación a los que se puede acceder si el jugador recolecta todas las monedas ubicadas en ciertos niveles. Debido a que Game Boy Color solo tiene dos botones de acción, Buzz corre y salta a través del botón B. Mientras está parado, el jugador puede saltar y moverse a través de los espacios, mientras que el echar correr se activa presionando el botón B mientras se mueve. La partida se guarda a través de una función de contraseña.

## Argumento
La trama del juego es relativa a la película de Toy Story 2, y comienza en la casa de Andy cuando Al roba a Woody de la venta en el jardín de la familia. Buzz Lightyear, Hamm, Rex, Slinky y el señor Potato se embarcan en una aventura para encontrar y rescatar a Woody. Después de salir de la casa de Andy, los juguetes entran al barrio en el que vive Andy, luego se dirigen a la juguetería de Al, el ático donde vive Al y finalmente la terminal del aeropuerto y la pista donde termina la película. El capataz Pete aparece como el jefe final del juego junto con dos de sus secuaces del juego. 

## Reparto
| Personajes                    | Actores Originales Estados Unidos | Doblaje de Hispanoamérica                       | Actores de Doblaje España |
| ----------------------------- | --------------------------------- | ----------------------------------------------- | ------------------------- |
| Aliens                        | Jeff Pidgeon                      | Carlos Olízar Eduardo Garza José Antonio Macías | Aleix Estadella           |
| Wheezy                        | Phil LaMarr                       | Javier Rivero                                   | Aleix Estadella           |
| Bo Peep                       | Annie Potts                       | Diana Santos                                    | María Moscardó            |
| Buzz Lightyear                | Tim Allen                         | José Luis Orozco                                | Alejandro Martínez        |
| Oloroso Pete/Capataz          | Stephen Stanton                   | Gabriel Pingarrón                               | Joaquín Díaz              |
| Emperador Zurg                | -                                 | Rubén Moya                                      | Pepe Mediavilla           |
| Ham                           | John Ratzenberger                 | Arturo Mercado                                  | Claudi García             |
| Jessie Yodeling               | Kathryn Cressida                  | Liliana Barba                                   | Nuria Trifol              |
| Rex                           | Earl Boen                         | Jesús Barrero                                   | Pep Sais                  |
| Sargento                      | Lee Ermey                         | Eduardo Giaccardi                               | Luís Marco                |
| Slinky                        | Jim Varney                        | Carlos del Campo                                | Ricky Coello              |
| Sr. Cara de Papa/Sr. Patata   | Don Rickles                       | Jesse Conde                                     | Miguel Ángel Jenner       |
| Sra. Cara de Papa/Sra. Patata | -                                 | Guadalupe Noel                                  | Elsa Fábregas             |
| Woody Pride                   | Jim Hanks                         | Carlos Segundo                                  | Juan Logar                |

Muchas de las voces del elenco de la película regresan a dar la voz de sus personajes en el juego, con la excepción de Tom Hanks y Wallace Shawn, quienes no retomaron sus papeles como Woody y Rex respectivamente (siendo en su lugar las voces de Jim Hanks para Woody y Earl Boen para Rex).

## Recepción

### Crítica
La versión de PlayStation de Toy Story 2: Buzz Lightyear to the rescue! recibió críticas positivas, mientras que las de N64 y Dreamcast recibieron críticas mixtas o promedio, según Metacritic. La Official Nintendo Magazine, al revisar la versión de Nintendo 64, lo llamó "un juego de plataformas inteligente que está repleto de mundos locos y jefes geniales", pero también afirmó que su bajo nivel de dificultad puede disuadir a los jugadores experimentados del género de plataformas.
La versión para PC y consola doméstica fue criticada por su incómoda cámara y el número limitado de frases repetitivas utilizadas por personajes no jugables a lo largo del juego. Los críticos elogiaron la versión de PlayStation por sus gráficos y clips FMV, y la consideraron superior a la versión de Nintendo 64, señalando su falta de clips. Levi Buchanan de GameFan llamó a la versión de PlayStation "un juego maravillosamente detallado" con "gráficos brillantes y nítidos, audio increíble y algunas cinemáticas fantásticas". Buchanan criticó la versión de Nintendo 64 por texturas borrosas y distancias de dibujado "abismales", y afirmó que la velocidad de fotogramas afectaba las animaciones de los personajes. Además, Buchanan criticó los sonidos, la música y la cámara lenta de la versión de Nintendo 64, y afirmó que los gráficos deficientes obstaculizaron el juego. La Official Nintendo Magazine apreció la música alegre del lanzamiento de Nintendo 64 y la vibrante paleta de colores de los niveles, así como el diseño "inteligente" de los niveles de jefes, pero admitió que los gráficos parecían "granulosos" en algunas áreas. Chris Hudak de The Electric Playground elogió los grandes niveles del juego, pero los criticó por no ser lo suficientemente interactivos.
Los críticos de Game Informer revisaron la versión de PlayStation y elogiaron las cinemáticas de FMV y los niveles, pero las críticas se dirigieron a la repetitividad del juego. Game Informer elogió la jugabilidad "disfrutable" de la versión de Nintendo 64, pero también la consideró monótona y demasiado fácil, mientras criticaba la falta de cinemáticas. Brett Alan Weiss de AllGame elogió la versión de PlayStation por la cámara, los controles, el diseño de niveles y las cinemáticas, y afirmó que las voces de los personajes, "aunque redundantes, son una ventaja". Sin embargo, consideró que el juego era demasiado fácil para los jugadores incondicionales. Glenn Wigmore de AllGame elogió la versión de Nintendo 64 por sus gráficos, efectos de sonido y control, pero fue crítico con la música del juego, considerándola repetitiva.
La versión de Game Boy Color fue considerada promedio, con Game Informer criticando su falta de originalidad. También fue criticada por su configuración de control con respecto a correr y saltar; Craig Harris de IGN escribió que, "De acuerdo, no se puede hacer mucho con solo dos botones de acción, pero es obvio que Tiertex quería tres". Doug Trueman de GameSpot elogió la animación de Buzz pero afirmó que muchos de los otros juguetes del juego no se veían tan bien. Trueman consideró que el sonido y la música eran promedio y afirmó que los gráficos de fondo a menudo se mezclaban demasiado bien con el primer plano. Weiss calificó la versión de Game Boy Color como un "juego adecuado, pero muy fácil de olvidar y muy corto", y dijo que puede volverse rápidamente tedioso. Weiss creía que la adición de jefes enemigos y más acción habría ayudado, aunque consideró que la animación y el diseño estaban por encima del promedio para un juego de Game Boy Color. La Official Nintendo Magazine también señaló que el juego carecía de acción y sus imágenes eran "monótonas".

### Ventas
Fue uno de los 10 juegos de PlayStation más vendidos de diciembre de 1999. La versión de PlayStation recibió un premio de ventas "Gold" de la Entertainment and Leisure Software Publishers Association (ELSPA), lo que indica ventas de al menos 200.000 copias en el Reino Unido.